# Lecanora epithallina
Lecanora epithallina är en lavart som beskrevs av H.Magn.. Lecanora epithallina ingår i släktet Lecanora, och familjen Lecanoraceae. Arten är reproducerande i Sverige.